# Marco Donadel
Marco Donadel, italijanski nogometaš, * 21. april 1983, Conegliano, Italija.
Sodeloval je na nogometnemu delu poletnih olimpijskih iger leta 2004.